# Kasper Holten
Kasper Bech Holten (Copenhague, 1973) es un director teatral y de ópera danés.
Estudió literatura comparada y teatro en la Universidad de Copenhague y fue director del teatro de Aalborg entre 1996-1999.
Director artístico de la Opera Real Danesa (Ópera de Copenhague) fue confirmado en el cargo a los 27 años, el más joven en dirigir una casa de opera europea donde ha puesto en escena más de cincuenta operas como Pique Dame, La traviata, L'elisir d'amore, Pagliacci, Cherubin, The Turn of the Screw, Don Giovanni, La clemenza di Tito, Der Land des Lächelns, Le Grand Macabre, Maskerade de Nielsen, Las bodas de Fígaro de Mozart, y la versión completa de El anillo del nibelungo de Richard Wagner en el 2006, editada en DVD. En la temporada 2008/09 presenta Ifigenia y Tannhäuser. En el 2001 ganó el Premio Reumert como director del año por Hamlet en el Aarbolg Theatre y los premios por mejor teatro musical en 1999 y 2000. Permanece en el puesto hasta 2011.
Desde el otoño de 2011, Holten es Director de Opera de la Royal Opera House de Londres. En febrero de 2013 dirige su primera producción en el teatro londinense, Eugenio Onegin. Desde entonces ha dirigido para la compañía Don Giovanni, L'Ormindo y Król Roger. En 2015 anunció que renunciaba a ampliar su contrato inicial, por lo que dejará el puesto en 2017, para regresar a Dinamarca.
Ha sido premiado por el Prince Henrik Foundation y la Sociedad Wagneriana Danesa.
Ha dirigido en la Ópera de San Francisco, Viena, Estocolmo, Lyon y otras plazas.